# Lonnie Frisbee
Lonnie Ray Frisbee (6 de junio de 1949 - 12 de marzo de 1993) fue un evangelista carismático estadounidense a finales de los años sesenta y setenta; se describía a sí mismo como un " profeta vidente ".  Tenía una apariencia hippie. Fue notable como ministro y evangelista en el movimiento de Jesús.
La película de 2023 Jesus Revolution estuvo protagonizada por Jonathan Roumie como Lonnie Frisbee y Kelsey Grammer como el pastor Chuck Smith. El tema de la película es el surgimiento del Movimiento de Jesús y presenta a Frisbee como uno de los personajes principales de la película.